# مصطفى الشليح
مصطفى الشليح شاعر وناقد مغربي. اهتم أكاديمياً ببحوث الأدب المغربي والأندلسي، بقدر ما انفتح على نصوص الشعر العربي المعاصر ومناهج الدراسة الأدبية، وااكتابة الرقمية، والدراسات البلاغية / العروضية.

## سيرة ذاتية
ولد مصطفى الشليح في 05 يناير 1956م بسلا، وحصل على الإجازة في الأدب العربي بكلية الآداب في الرباط عام 1980م، وشهادة الدراسات المعمقة من نفس الكلية عام 1982م، ودبلوم الدراسات العليا عام 1987م، ودكتوراه الدولة في الآداب عام 1992م.
احترف الصحافة قبل التخرج من الجامعة، وبعدها ظل منتسبا خارجيا.
عمل أستاذاً بثانوية الأيوبي في سلا من عام 1980م إلى عام 1988م، وأستاذاً زائراً بكلية الأداب بالرباط من عام 1982م إلى عام 1984م، وأستاذاً مساعداً بكلية الأداب بالجديدة من عام 1988م إلى عام 1992م، وأستاذاً مؤهلاً بكلية الأداب بالمحمدية من عام 1992م إلى عام 1996م، وأستاذاً للتعليم العالي بكلية الأداب في المحمدية في عام 1996م.

## المؤلفات
- «عبد الله كنون: شخصه وفكره» (مشترك)، عام 1994م.
- «زهرة الآس في فضائل العباس» (مشترك)، عام 1997م.
- «محمد المختار السوسي» (نقد)، عام 1997م.
- «ظاهرة الأندية الأدبية في المغرب» (مشترك)، عام 1998م.
- «في بلاغة القصيدة المغربية» (نقد)، عام 1999م.
- «عابر المرايا» (شعر)، عام 1999م.
- «وماء العراق يشربه القصف» (شعر)، عام 1999م.
- «.. إلا ان يموت الشاعر» (سيرة)، عام 2000م.
- «لك الأوراق.. وكل الكلمات لي»، عام 2004م.[4]
- أمي.. سيدة البهاء.2007
- ثم تلقي على أسئلتي شالها. شعر. 2007
- القصيدة.. من خطايا اللغة. شعر.2010
- كأن النهر.. امرأة لا تنام.شعر. 2012
- ألف رباعية ورباعية شعر. 2012
- المعرفة/ المؤسسة/ السلطة في الثقافة المغربية في سلا. نقد. 2012
- هو.. العابر الرائي شعر. 2013
- وصايا لا تلزم أحدا. شعر. 2014
- في مقاربة السياسة الثقافية بالمغرب. نقد. 2015
- لا أناديك.. حتى أسميك بي. شعر.2015
- كأنك أنت.. كأنك لي.سيرة ثقافية. 2019
- ظواهر إبداعية وبلاغية ولغاية في الأدب المغربي. 600 صفحة. كتاب تكريمي صادر عن كلية آداب المحمدية. جامعة الحسن الثاني. الدار البيضاء. المغرب 2021

## مترجمات
- النادي الجراري بالرباط. محمد احميدة. ص 510. 2004
- دولة الشعر والشعراء على ضفتي أبي رقراق. عبد الله شقرون. ص180. 2004
- الأدب المغربي الحديث. 1929- 1999. حسن الوزاني. ص293. 2002
- دليل الشعراء. منشورات كلية وجدة 40. ص 75. 2001
- شعراء سلا في القرن 14 هجري 19 ميلادي. أحمد معنينو. ص 125. 2000
- معجم البابطين للشعراء العرب المعاصرين. 4 / 752. 1996
- دليل الشعراء المغاربة. عبد الواحد معروفي. ص 73. 1991
- أحمد زنيبر: «إلا أن يموت الشاعر» تداعيات السيرة بين الذات والآخر. العلم الثقافي 16 نونبر 2002
- منير البصكري: ديوان مصطفى الشليح: فعل شعري مكثـف يستبطن دلالة اللغة. الملحق الثقافي لجريدة الميثاق الوطني. 28 ماي 2001
- حبيبة البورقادية: بلاغة القصيدة المغربية. جريدة العلم 2 ماي 2000
```
Said Aberrahmane. Hommage posthume au poéte du Raqraq Boubker M’rini. Le MATIN. P 8. 29 Avril 2001
```

- سعيد الفاضلي: .. إلا أن يموت الشاعر. العلم الثقافي 24 مارس 2001
- محمد الاحسايني: قراءة في ديوان مصطفى الشليح «وماء العراق يشربه القصف» الحلقة الأولى. جريدة الصحراء. ص 9. 21 أبريل 2000
- محمد الاحسايني: قراءة في ديوان مصطفى الشليح «وماء العراق يشربه القصف» الحلقة ااثانية. جريدة الصحراء. ص 10. 5 ماي 2000
- محمد الحلوي: تحية. جريدة العلم 20 أبريل 2000
- محمد الاحسايني: بنية الانسجام واجتراح الحدود من خلال أدوات بلاغية وتناصية. المنعطف الثقافي. ص2. الحلقة الأولى. 8-9 أبريل 2000
- محمد الاحسايني: بنية الانسجام واجتراح الحدود من خلال أدوات يلاغية وتناصية. المنعطف الثقافي. ص4-5. الحلقة الثانية. 15-16 أبريل 2000

## وصلات خارجية
- مصطفى الشليح على موقع بوابة الشعراء